# Little Kola
Little Kola är en klan i Liberia.   Den ligger i regionen Grand Bassa County, i den centrala delen av landet, 130 km sydost om huvudstaden Monrovia.